# أذينة هلبية
أذينة هلبية (الاسم العلمي: Phlomis setigera) هو نوع نباتي يتبع جنس الأذينة من الفصيلة الشفوية.